# 弦楽セレナード (エルガー)
弦楽セレナード ホ短調（英：Serenade for Strings in E minor）作品20 は、エドワード・エルガーが1892年に作曲した弦楽合奏のための作品。

## 概要
本作は、エルガーの作品のうちでも特に早い時期に広く認められた作品のひとつである。1892年ごろのエルガーは、地元ウスターでアマチュア相手にピアノやヴァイオリンを教えたり、指揮者を務めたりしていた。1888年にウスターのアマチュア団体を指揮して「弦楽合奏のための3つの小品」（ "Three pieces for string orchestra" ）を初演しているが、これが改作されて本作になったものと推測されている。「3つの小品」は「春の歌」（アレグロ）、「エレジー」（アダージョ）、「フィナーレ」（プレスト）の3曲からなるが、本作もやはり同様の構成となっている。
作品が「セレナード」として完成したのは1892年5月であり、友人のW・H・ウィンフィールドに献呈されたが、妻キャロライン・アリスに、3回目の結婚記念日のプレゼントとして贈られた。
初演は、第2楽章のみが1893年4月7日にヘリフォードで行われ、全曲の初演は1896年7月23日にベルギーのアントウェルペンで行われた。ロンドン初演は、エルガーが世界的作曲家としての名声を得てからの1905年3月5日に、エルガー自身の指揮によりベヒシュタイン・ホールで行われた。

## 曲の構成
全3楽章、演奏時間は約12～13分。
- 第1楽章 アレグロ・ピアチェヴォーレ
ホ短調、8分の6拍子、三部形式。
冒頭で、この楽章を象徴するような軽やかなリズム（譜例1）がヴィオラで奏でられると、
お使いのブラウザーでは、音声再生がサポートされていません。音声ファイルをダウンロードをお試しください。
それに乗ってヴァイオリンが奏でる明快な旋律（譜例2）が現れる。
お使いのブラウザーでは、音声再生がサポートされていません。音声ファイルをダウンロードをお試しください。
主旋律がリズムを変えながら曲は進行していき、続く経過部では、冒頭のヴィオラのリズムに乗って下行型の旋律（譜例3）が第2ヴァイオリンとチェロによって呈示される。
お使いのブラウザーでは、音声再生がサポートされていません。音声ファイルをダウンロードをお試しください。
やがてロ短調の中間部へと移行するが、ここでは第1ヴァイオリンが  のエスプレッシーヴォで歌い上げる（譜例4）。
お使いのブラウザーでは、音声再生がサポートされていません。音声ファイルをダウンロードをお試しください。
小さな発展を経て、全ての楽器で  まで盛り上がった後、冒頭のヴィオラのリズムが現れ再現部へと移行する。
再現部では、第1部がほぼ同じように扱われる。曲は徐々に高まりを見せ、ヴァイオリンの主旋律を回想して静かに楽章を終える。

- 第2楽章 ラルゲット
ハ長調、4分の2拍子。
この楽章のモチーフとなる旋律（譜例5）が、第1ヴァイオリンによって呈示される。
お使いのブラウザーでは、音声再生がサポートされていません。音声ファイルをダウンロードをお試しください。
これが第2ヴァイオリン、ヴィオラへと受け継がれ、情緒漂う旋律（譜例6）がさらに旋律を生むような形で続いてゆく。
お使いのブラウザーでは、音声再生がサポートされていません。音声ファイルをダウンロードをお試しください。
しばらくはその変奏部分となり、次に、オクターヴにディヴィジされた第1ヴァイオリンの主旋律が、豊かな表情に満ち溢れた部分を形成し、第2ヴァイオリンとヴィオラが分散和音を6連符で奏で、その気分を補う。
やがてすべての楽器がディミヌエンドし、最初のモチーフがヴィオラによって奏でられ、それが第2ヴァイオリン、第1ヴァイオリンへと移り  となり、この美しい楽章を終える。

- 第3楽章 アレグレット
ト長調 - ホ長調、8分の12拍子 - 8分の6拍子。
3小節の短い序奏があり、生き生きとしたヴィオラの旋律（譜例7）が現れる。
お使いのブラウザーでは、音声再生がサポートされていません。音声ファイルをダウンロードをお試しください。
これがカノン風に第1ヴァイオリン、チェロ、コントラバスに引き継がれ、次に第2ヴァイオリンとヴィオラで展開され、第1ヴァイオリンに戻りオクターヴでクライマックスを形成する。それが下降し静まり、序奏が再現され前半部分を終える。
続く後半部分はホ長調に変わり、拍子も8分の6拍子となる。第1楽章の冒頭で現れたヴィオラのリズム（譜例1）が第2ヴァイオリンに現れ、第1ヴァイオリンで奏でた旋律（譜例4）も現れる。譜例1のリズムが各パートに繰り返し移行して刻まれ、緩やかに上行する音型で主和音の頂点に到達すると、同じ和音の響きのまま遠ざかるように  で全曲を閉じる。